# 獨居石
獨居石（Monazite），也称磷铈镧矿，化学成分为（Ce,Y,La,Th）PO4，单斜晶系，晶体常呈板状、板柱状或楔状，黄褐色、棕色或红色，树脂或玻璃光泽，硬度5-5.5，比重4.9-5.5。是提取稀土元素和钍的矿物原料。
早先發現這種礦物會放射釷-232，之後會吸收慢中子而變成鈾-233，而鈾-233可作核燃料之用。1940合成又發現該礦石，可合成鈽-239。而鈽-239常被用在核子反應爐及核武器中
獨居石主要产出于花岗岩、花岗片麻岩、伟晶岩及岩浆成因的碳酸盐岩中，常形成矿砂，產區以巴西，印度，斯里兰卡，澳大利亚，南非，中國東北為主。其中，巴西，印度等國已禁採。

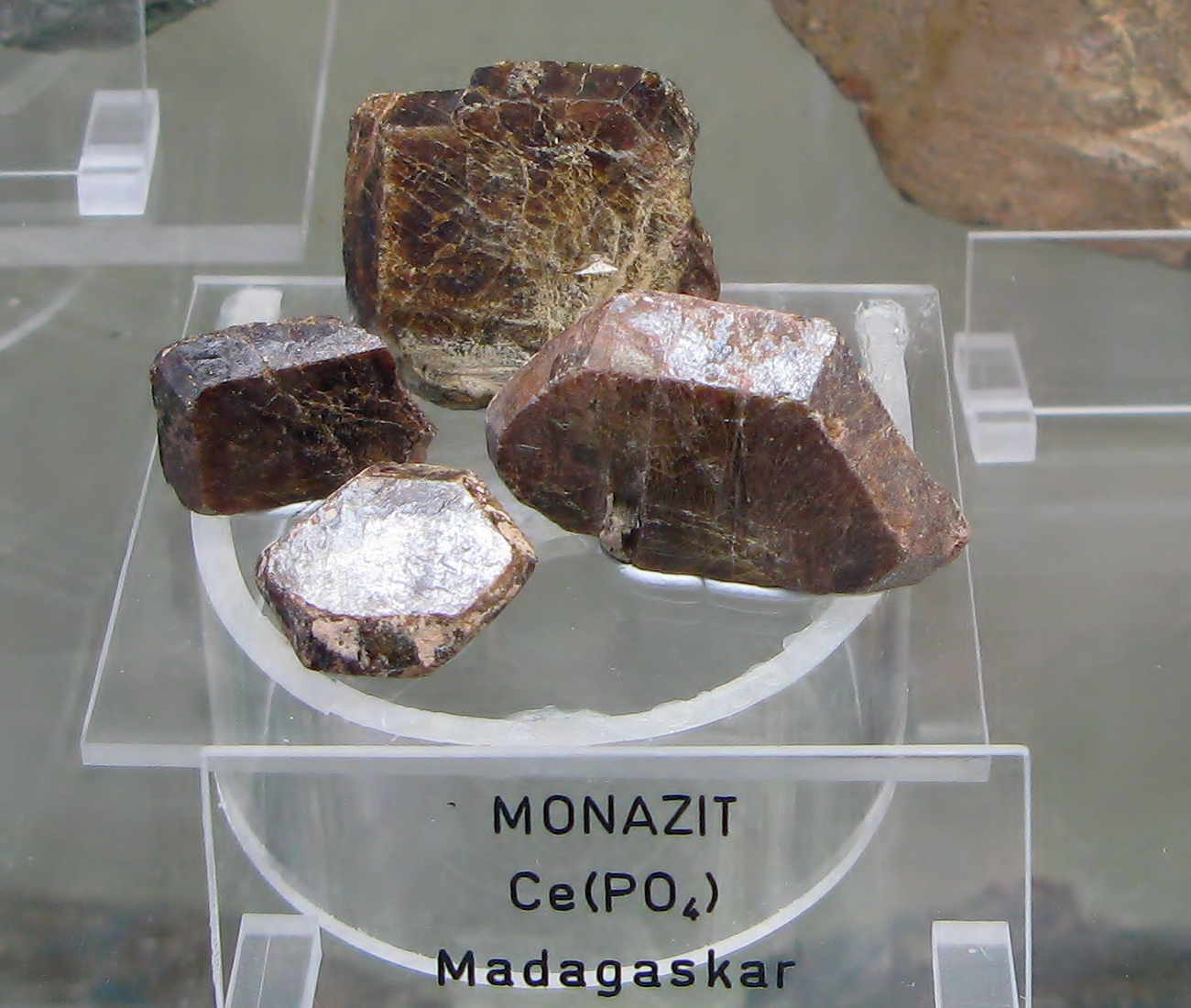
獨居石

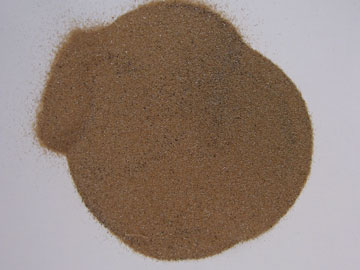
獨居石粉末

## 採礦歷史
1980年代，卡尔·奥尔·冯·韦尔斯巴赫 (Carl Auer von Welsbach) 首次在船舶壓艙沙中發現了巴西的獨居石砂。馮·韋爾斯巴赫正在為他新發明的白熾燈罩尋找釷。獨居石砂很快就被用作釷源，成為稀土工業的基礎。
北卡羅來納州也曾短暫開採過獨居石砂，但不久後，在印度南部發現了大量礦藏。第二次世界大戰前，巴西和印度的獨居石在該行業佔據主導地位，之後主要的採礦活動轉移到了南非。澳洲也有大型獨居石礦床。
獨居石曾是唯一重要的商用镧系元素來源，但由於對钍放射性子產物處理的憂慮，在1960年代，由於钍含量低得多，Bastnäsite礦在镧系元素的生產中取代了獨居石。人們對核能用钍的興趣增加，可能會使獨居石重新投入商業用途。

## 外部鏈接
- （英文）獨居石
- （英文）An Unusual State Of Matter 的存檔，存档日期2021-09-02. 罗德·霍夫曼關於獨居石的詩
- （英文）"British Monazite Mine, Shelby, N.C." in Durwood Barbour Collection of North Carolina Postcards (P077), North Carolina Collection Photographic Archives, Wilson Library, UNC-Chapel Hill
- （英文）YouTube上的radiation (in) paradise – the secret of the sand; 這是巴西獨居石海灘的系列影片中的第三部。
- （英文）獨居石、釷和新钍（Monazite, thorium, and mesothorium） (1915年)